# Clemente Bernad Asiain
Clemente Bernad Asiain (Pamplona, 7 de maig de 1963) és un fotògraf i productor de documentals basc, especialitzat en temàtiques socials i polítiques.

## Trajectòria
El 1985 es va llicenciar en Belles arts en l'especialitat de fotografia, cinema i vídeo per la Universitat de Barcelona. Posteriorment, va realitzar estudis de postgrau amb un Diploma d'Estudis Avançats (DEA) en Sociologia per la Universitat Pública de Navarra (UPNA). Des de 1986, Bernad treballa com a fotògraf documental, especialitzat en temàtiques socials i polítiques del seu context cultural més pròxim.
Entre els seus reportatges fotogràfics destaquen Jornaleros (1987-1992), que il·lustra el nomadisme, la precarietat i la lluita sindical d'un col·lectiu de jornalers andalusos, Mujeres sin tierra (1994), sobre la vida de les dones saharauis en els camps de refugiats de la província de Tindouf, Pobres de nosotros (1995), un projecte col·lectiu sobre la marginalitat a Europa, Canopus (2001) sobre la crisi econòmica argentina, o Basque chronicles (1987-2015), sobre el conflicte polític del País Basc.
El 2004 va publicar El sueño de Malika, per al festival ExploraFoto de Salamanca, la història de la repatriació del cos de la marroquina Malika Laaroussi per a ser enterrada al seu poble després de morir en intentar arribar a les costes espanyoles en una pastera. Va fer la seva primera pel·lícula documental sobre el mateix tema, que va ser seleccionada per a la secció oficial en la primera edició del Festival Internacional de Cinema Documental de Navarra «Punt de vista». Aquell mateix any, va presentar el reportatge Los olvidados de Tubmanburg, una ciutat de Libèria, on 35.000 persones van romandre aïllades sense aliments ni subministraments a causa de la guerra civil, fins que va arribar l'ajuda humanitària.
El 2023 va publicar el llibre Cerca de aquí/Hemendik hurbil (en castellà i en basc) sobre el conflicte basc, amb 470 fotografies que documenten esdeveniments històrics de diverses dècades. A més de la seva pròpia narració, el llibre conté els assajos «La memoria es una necesidad» del sociòleg Emilio Silva, «Frío, frío» de l'escriptora argentina Ana Longoni i un altre text de l'antropòloga estatunidenca Jacqueline Urla, que exploren la necessitat de la memòria i la complexitat del documental.

### Memòria històrica
Bernad ha desenvolupat diversos projectes fotogràfics i documentals sobre la memòria històrica d'Espanya. Entre ells, destaca Donde habita el recuerdo (2003-2006), sobre els treballs de localització, identificació i exhumació de fosses de la guerra civil espanyola. El 2021 va publicar Do you remember Franco?, nom pres d'una cançó del cantautor estatunidenc Phil Ochs. Aquest assaig amb text de la periodista Isabel Cadenas Canó es complementa amb fotografies de Bernad de tres monuments rellevants del franquisme com són la Vall dels Caiguts, l'Arc de la Victòria de Madrid i el Monument als Caiguts de Pamplona.
El 2019, el jutjat penal núm. 3 de Pamplona el va condemnar a un any de presó i a una multa de 2.880 euros per un delicte de descobriment i revelació de secrets, en tractar de documentar el 2016, amb una microcámara i un micròfon ocults, les misses franquistes de la Germanor de Cavallers Voluntaris de la Santa Creu que se celebren en la cripta del Monument als Caiguts de Pamplona. La multa va ser sufragada per la Plataforma de Suport a Clemente Bernad a través d'un micromecenatge realitzat a la plataforma Goteo.

## Reconeixements
En 1994, Bernad va ser guardonat amb el Premi FotoPress de drets humans pel seu reportatge Mujeres sin tierra, sobre les dones sahrauís en els camps de refugiats del sud d'Algèria.

## Obra
- 1998 – Mujeres sin tierra, Conselleria de Cultura de la Junta d'Andalusia. ISBN 978-8482660257.[24]
- 2004 – El sueño de Malika, Alkibla Proyectos Culturales. ISBN 84-609-2496-3.[25]
- 2008 – La memoria de la tierra: exhumaciones de asesinados por la represión franquista, amb Eloy Alonso González. Tébar ISBN 978-8473603034.[26]
- 2011 – Desvelados, Alkibla Proyectos Culturales. ISBN 978-8461540761.[27]
- 2011 – Kept Awake, La Fábrica. ISBN 978-8415303169.[28]
- 2014 – Te cuento... La sirenita, amb text de José Ovejero Lafarga. Alkibla Editorial. ISBN 978-84-943199-1-4.[29]
- 2014 – Te cuento... Caperucita roja, amb text de Patxi Irurzun Ilundain. Alkibla Editorial. ISBN 978-8494319907.[30]
- 2015 – Clemente Bernard: pequeña guía para descreídos, amb Carlos Cánovas. La Fábrica. ISBN 978-8495471031.[31]
- 2014 – Te cuento... Blancanieves, amb text de Marta Sanz Pastor. Alkibla Editorial. ISBN 978-8494319921.[32]
- 2015 – Te cuento... Juan sin miedo, amb text de Javier López Menacho. Alkibla Editorial. ISBN 978-84-943199-6-9.[33]
- 2015 – Te cuento... Los tres cerditos, amb text d'Emilio Silva Barrera. Alkibla Editorial. ISBN 978-8494319952.[34]
- 2015 – Te cuento... El patito feo, amb text d'Isabel Bono Martín. Alkibla Editorial. ISBN 978-8494319945.[35]
- 2017 – Te cuento... La bella y la bestia, amb text de David Benedicte Escudero. Alkibla Editorial. ISBN 978-8494466953.[36]
- 2021 – Do you remember Franco?, amb text d'Isabel Cadenas Cañón. ISBN  978-84-949355-2-7.
- 2023 – Cerca de aquí/Hemendik hurbil, amb textos de Clemente Bernad, Emilio Silva, Ana Longoni i Jacqueline Urla. Editorial Alkibla. ISBN 978-84-94935-55-8.[37]